# Karl von Forstner (General, 1800)
Freiherr Karl Albert Magnus von Forstner (* 29. April 1800 in Potsdam; † 9. Juni 1882 in Detmold) war ein preußischer Generalmajor.

## Leben

### Herkunft
Karl war der Sohn des preußischen Majors im I. Bataillon der Garde Friedrich Ernst von Forstner (1753–1805) und dessen Ehefrau Johanna Philippine, geborene Büttner (1771–1842).

### Militärkarriere
Forstner besuchte ab 1814 das Berliner Kadettenhaus und war ab 1816 Leibpage von König Friedrich Wilhelm III. Am 19. April 1817 wurde er als Sekondeleutnant dem 1. Garde-Regiment zu Fuß der Preußischen Armee überwiesen. 1822/23 absolvierte er die Allgemeine Kriegsschule und war 1826/28 zum topographische Büro kommandiert. Bis Ende März 1834 stieg Forstner zum Kapitän auf, wurde in den Großen Generalstab kommandiert und ein Jahr später dorthin versetzt. Daran schloss sich eine dreijährige Verwendung im Generalstab des III. Armee-Korps an, bis Forstner am 7. April 1842 mit der Beförderung zum Major wieder in den Truppendienst übertrat. Er kommandierte bis zum 30. März 1846 das Füsilier-Bataillon, wurde anschließend Kommandeur des I. Bataillons im 13. Landwehr-Regiment in Münster und in dieser Stellung Ende September 1850 zum Oberstleutnant befördert. Kurzzeitig war Forstner vom 10. Oktober 1850 bis zum 30. Juni 1851 als Stabsoffizier im 39. Infanterie-Regiment tätig, wurde anschließend Kommandant von Wesel sowie Mitte August 1851 à la suite des Regiments gestellt. Dort wurde er am 2. Dezember 1851 zum Oberst befördert und im Januar 1854 anlässlich des Ordensfestes mit dem Roten Adlerorden III. Klasse mit Schleife ausgezeichnet. Forstner erhielt am 25. Januar 1855 die Genehmigung zur Führung des Freiherrentitels. Am 10. Juni 1856 kam er als Kommandeur in die 14. Infanterie-Brigade, aber schon am 11. Oktober 1856 erhielt Forstner seinen Abschied mit Pension. Am 30. Juni 1857 bekam er den Charakter als Generalmajor, bevor er am 8. April 1858 mit Pension zur Disposition gestellt wurde. Er starb am 9. Juni 1882 in Detmold.

### Familie
Forstner heiratete am 23. Juni 1829 in Zalencze Charlotte von Wrochem (1803–1840). Aus der Ehe ging die Tochter Antonie Charlotte Johanna (* 1830) hervor. Nach dem Tod seiner ersten Frau heiratete er am 18. März 1843 in Münster Bertha von Bronikowski (1821–1881). Das Paar hatte mehrere Kinder:
- Bruno Karl Friedrich Johann (* 1844), Hauptmann a. D. ⚭ Anna Heine
- Charlotte Bertha Johann Eleonore Susanna (* 1846)